# Elena Ardelean
Elena Ardelean a fost un deputat în Marea Adunare Națională de la Alba Iulia, organismul legislativ reprezentativ al „tuturor românilor din Transilvania, Banat și Țara Ungurească”, cel care a adoptat hotărârea privind Unirea Transilvaniei cu România, la 1 decembrie 1918.:p.100

## Activitatea politică

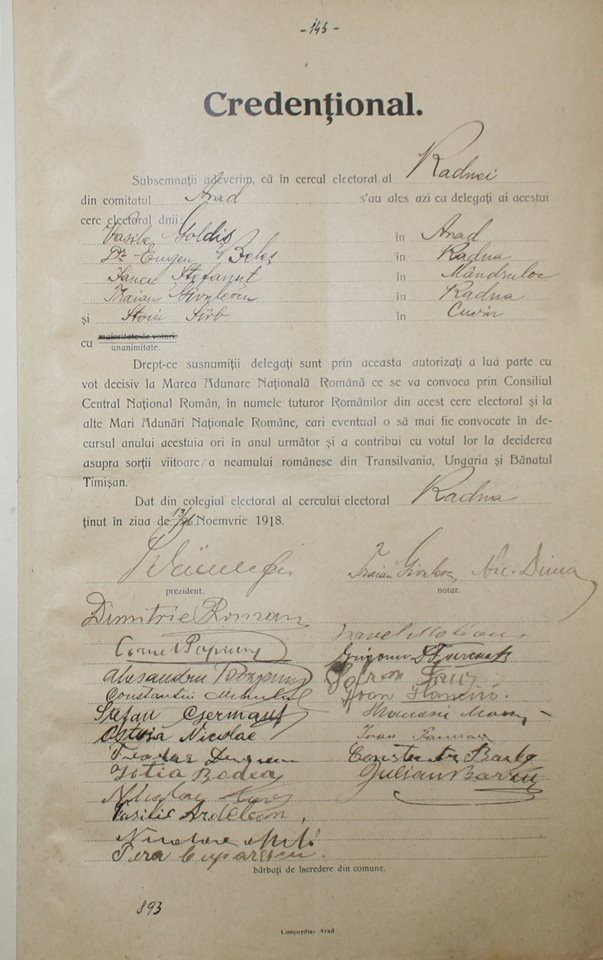
Credențional

A fost aleasă delegată a „Reuniunii Femeilor Române din Beiuș și jur” la Marea Adunare Națională de la Alba-Iulia, unde a votat unirea Ardealului cu România, la 1 decembrie 1918.